# Bobadilla (La Rioja)
Bobadilla ist ein Ort und eine nordspanische Gemeinde (municipio) mit 101 Einwohnern (Stand: 2024) im Zentrum der Autonomen Gemeinschaft La Rioja. Die Gemeinde gehört zum Weinbaugebiet der Rioja Alta. 

## Lage und Klima
Bobadilla liegt etwa 28 Kilometer westsüdwestlich von Logroño in ca. 585 m Höhe am Río Najerilla. Regen (ca. 935 mm/Jahr) fällt – mit Ausnahme der Sommermonate – übers Jahr verteilt.

## Bevölkerungsentwicklung
| Jahr      | 1970 | 1981 | 1991 | 2001 | 2011 | 2021 |
| Einwohner | 274  | 222  | 188  | 161  | 139  | 100  |

Als Folge der Reblauskrise, der Mechanisierung der Landwirtschaft, der Aufgabe bäuerlicher Kleinbetriebe und des daraus resultierenden geringeren Arbeitskräftebedarfs ist die Einwohnerzahl des Orts seit der Mitte des 20. Jahrhunderts stetig gesunken.

## Sehenswürdigkeiten
- Johannes-der-Täufer-Kirche (Iglesia de San Juan Bautista)
- Grafenhaus von Avellanosa

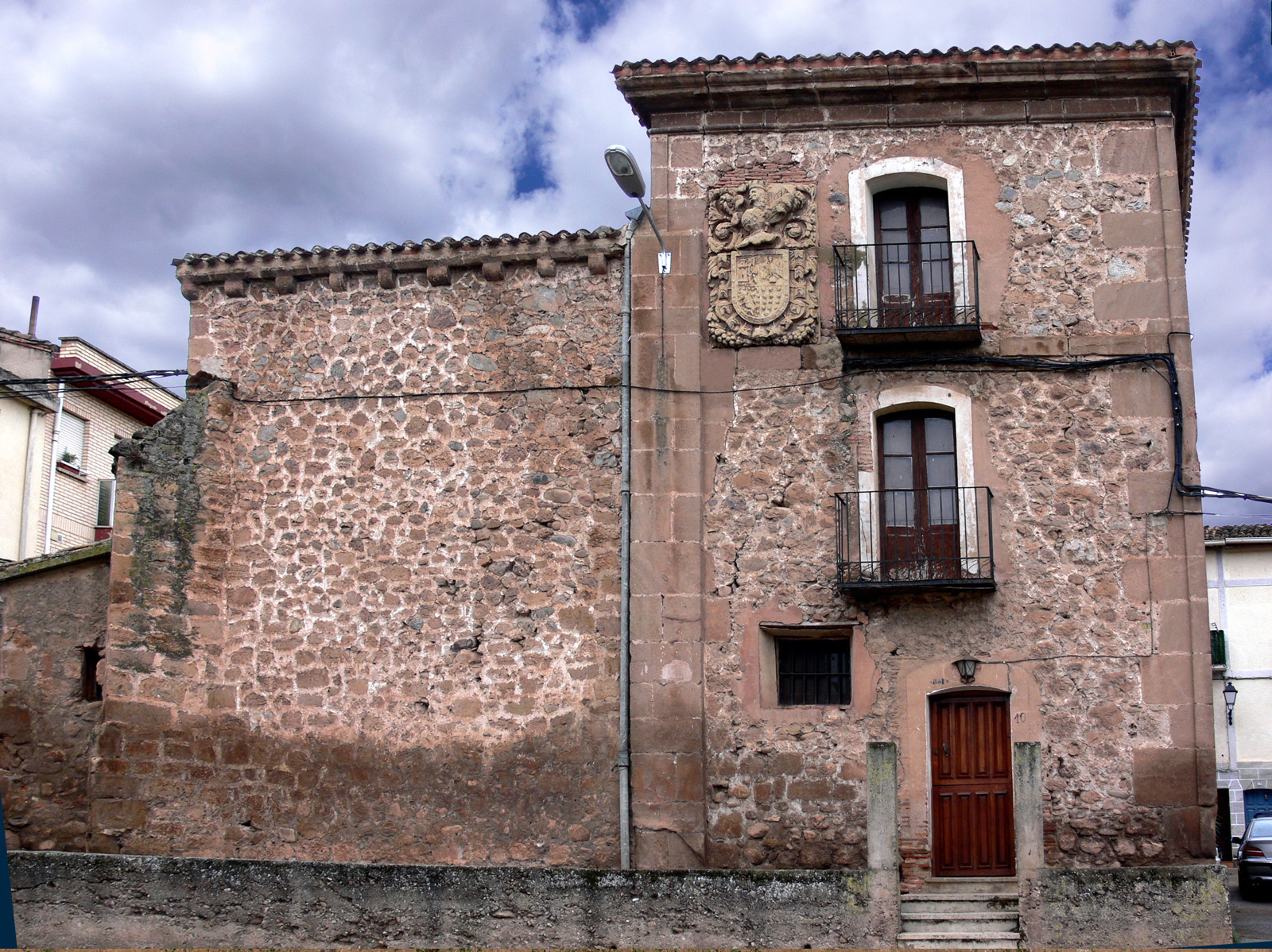
Herrenhaus der Grafen von Avellanosa